# ZH-29步槍
ZH-29是一種由伊曼纽尔·荷力克 （Emmanuel Holek）1920年代末於捷克布爾諾兵工廠設計的半自動步槍。設計師同時設計有ZB26式輕機槍，故ZH-29的閉鎖系統、槍機及導氣杆結構與其很相似。生產有三種型號：常規型枪管长740毫米、縮短型枪管长600毫米、卡宾型枪管长545毫米，此槍升級型为ZH-32。1930年至1932年期間曾被計劃銷往到欧洲、亚洲远东、南美以及非洲，但最後只有中國東北軍及阿比西尼亞陸軍有實際訂購。
此槍在1930年曾送到美國作測試，結果顯示其工藝過於複雜、造價昂貴和受到外界污染後容易故障，故此並沒能取得太大的商業成功。
中華民國東北軍第一批購買150枝ZH-29和100枝ZH-32，原本更想仿製以大量國產，但當九一八事變東北被日軍佔領後計劃作罷。粵軍也購買33枝ZH-32。
日本東京電氣工業亦曾於二戰期間嘗試仿製過此槍，改為發射日式6.5毫米口徑子彈，但由於命中率未如理想而未獲採用，此樣槍最後於戰後被駐日美軍繳獲。
當納粹德國吞併捷克斯洛伐克後亦有少量為德軍於歐洲戰線所用。

## 使用國家
- 捷克斯洛伐克：生產國。
- 中華民國：有進口ZH-29和ZH-32，東北原本有生產仿製計劃但因為九一八事變而告吹。
- 日本：繳獲自中國東北軍，原本想仿製但不成功。
- 衣索比亞：進口100支ZH-32。[3]
- 納粹德國：擄獲自捷克斯洛伐克軍队。
- 泰國：不明。

## 相關條目

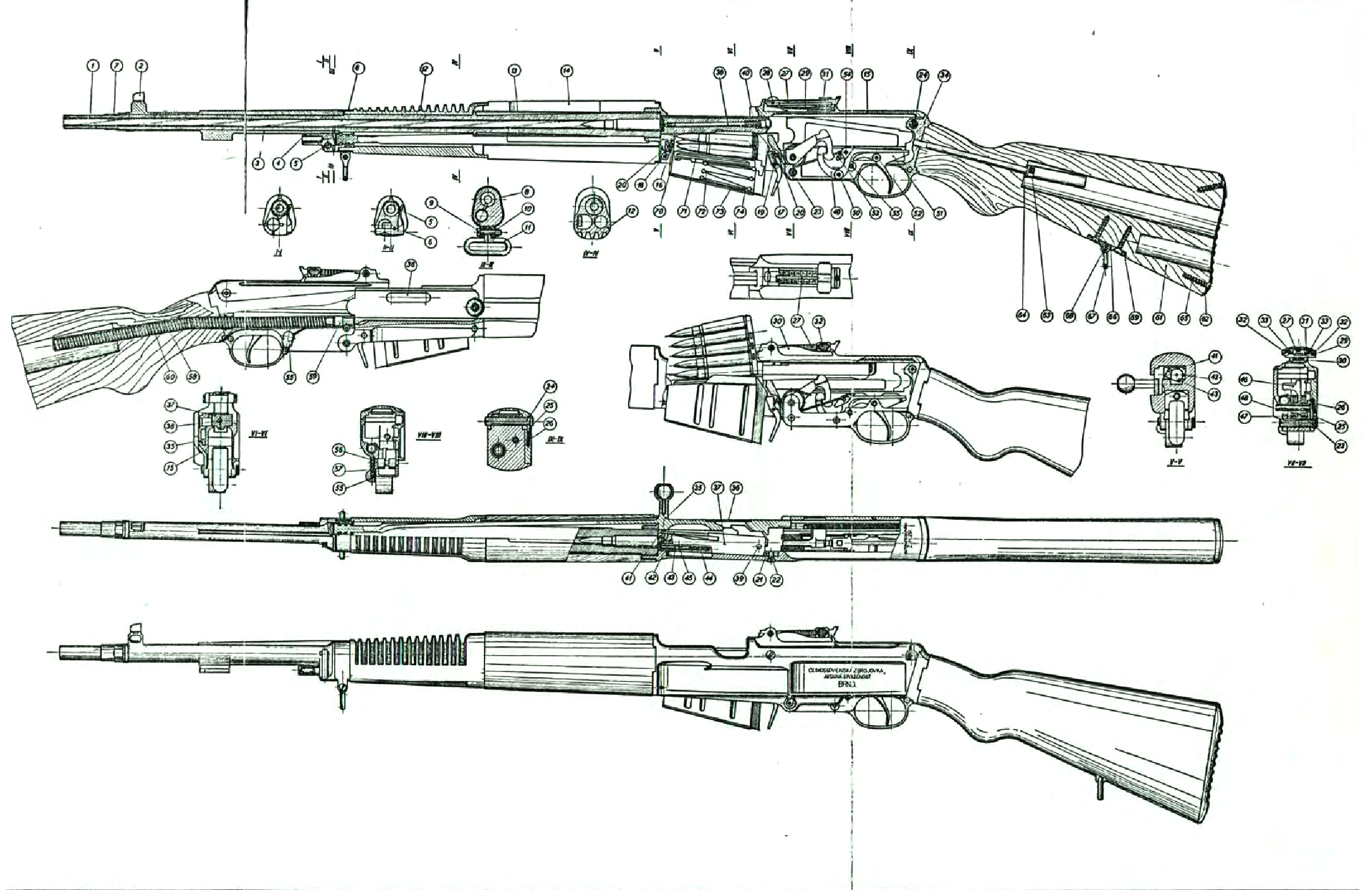
ZH-29的內部結構圖

## 流行文化

### 電子遊戲
- 2021—《應徵入伍》

## 注脚
- 抗戰時期國軍輕兵器手冊，老戰友文化事業，ISBN986-80605-3-3

## 外部連結
- ZH-29
- ZH-29 Semiauto Rifle （页面存档备份，存于）
- Shooting the Czech ZH-29 Rifle （页面存档备份，存于）
- Japanese ZH-29 Copy by Tokyo Gas & Electric （页面存档备份，存于）